# 芙蓉洞

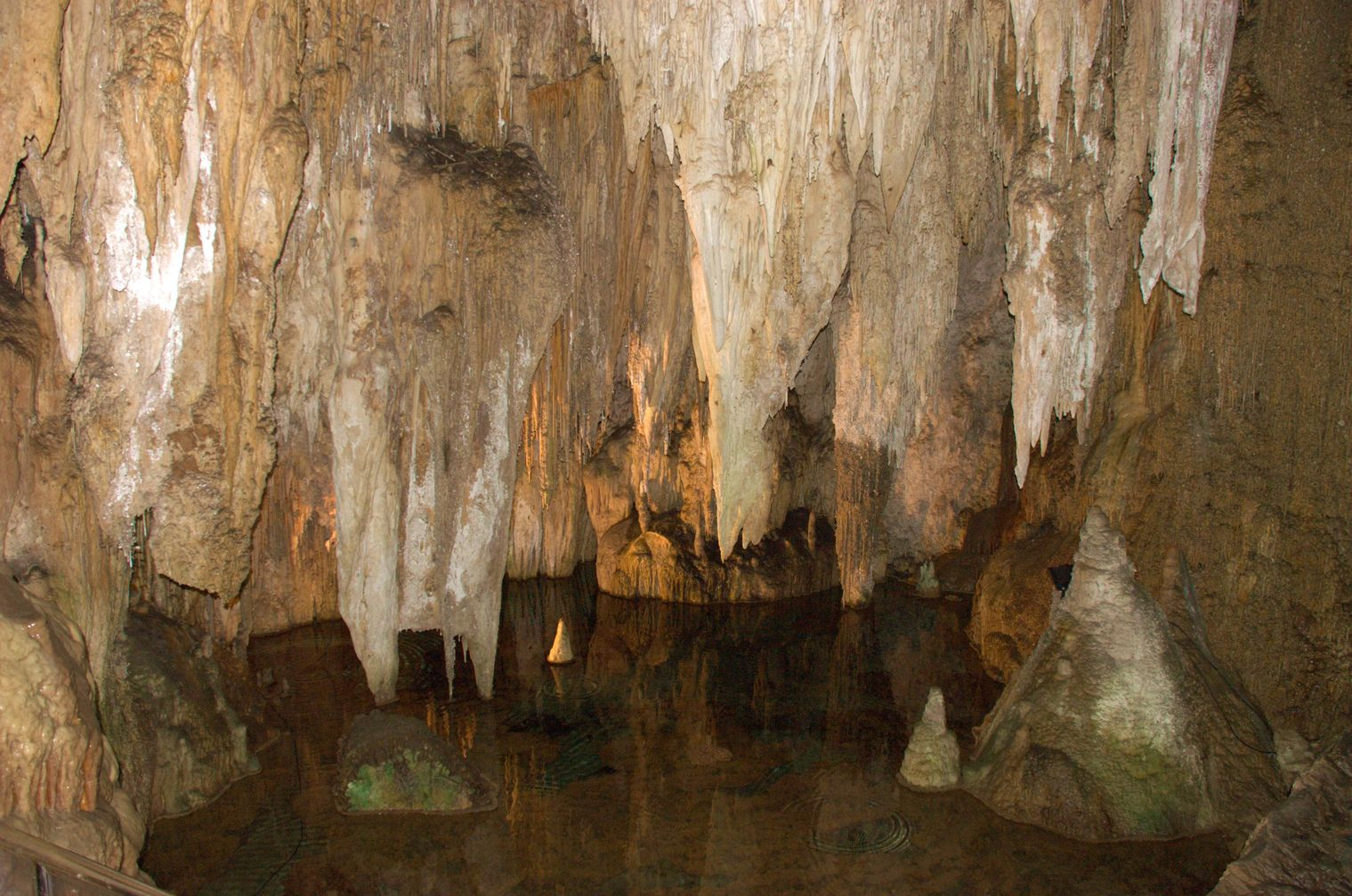
芙蓉洞的浮筏石笋

芙蓉洞位于重庆武隆区江口镇的芙蓉江畔，距武隆县城20公里。

## 历史
芙蓉洞于1993被发现，1994年对游人开放。2002年被列为中国国家4A级旅游景区，2007年6月作为中国南方喀斯特－武隆喀斯特的组成部分被列入联合国世界自然遗产，是中国首个被列入世界自然遗产的溶洞。2011被列为中国国家5A级旅游景区

## 介绍
芙蓉洞全长2846米，以竖井众多、洞穴沉积物类型齐全著称。
芙蓉洞附近的天星乡境内，有世界上罕见的喀斯特竖井群。在约20平方公里的范围内，至少散布着50个超过100米的竖井，其中汽坑洞的深度为920米，为亚洲第一。芙蓉洞内有70多种沉积物，几乎包括了所有经过科学家命名的喀斯特洞穴沉积类型，其中池水沉积堪称精华。
在芙蓉洞的东端有一个“石膏花支洞”，洞内的鹿角状卷曲石枝长57厘米，为世界第一。目前石膏花支洞被永久封存。
在紧邻芙蓉洞洞口的芙蓉江上已经建起了江口电站大坝，水库蓄水后对地下水循环及喀斯特景观的演化造成的影响目前还难以估量。